# Лащенко, Пётр Николаевич
Пётр Никола́евич Ла́щенко (6 [19] декабря 1910, Городнянский уезд, Черниговская губерния — 21 апреля 1992, Москва) — советский военачальник, генерал армии (1968). Герой Советского Союза (1943).

## Биография
Родился в селе Турья Городнянского уезда Черниговской губернии (ныне Сновский район Черниговской области Украины) в семье крестьян. Украинец. Работал в колхозе. В 1925 году семья переехала в деревню Отважное Завитинского уезда Амурской губернии (ныне в составе Архаринского района Амурской области).

## Довоенная служба
В 1930 году призван в Красную Армию Архаринским районным военкоматом Амурской области. В 1933 году окончил Владивостокскую военную пехотную школу. С 1933 года служил в 3-м стрелковом полку Московской Пролетарской стрелковой дивизии: командир стрелкового взвода, командир взвода учебного батальона, командир стрелковой ротой, помощник начальника штаба полка. В 1937 году окончил заочно школу пропагандистов Московского военного округа. В 1938 году направлен на учёбу в академию.
В сентябре 1939 года окончил Военную академию РККА имени М. В. Фрунзе. С сентября 1939 года — начальник штаба 10-го запасного стрелкового полка в Киевском особом военном округе. С февраля 1940 года — помощник начальника оперативного отдела штаба 35-го стрелкового корпуса в Одесском военном округе.

## Великая Отечественная война
В боях Великой Отечественной войны капитан П. Н. Лащенко — с июня 1941 года, в той же должности в штабе 35-го стрелкового корпуса воевал на Южном фронте. Участвовал в оборонительной операции в Молдавии. С августа 1941 года — начальник оперативного отделения и заместитель начальника оперативного отдела штаба 49-й армии Западного фронта, с которой участвовал в битве за Москву.
В начале 1942 года окончил ускоренный курс Высшей военной академии имени К. Е. Ворошилова (в то время находилась в эвакуации в Уфе). С июня 1942 года — заместитель начальника штаба и начальник оперативного отдела 60-й армии на Воронежском и Центральном фронтах. Замечен командующим армией И. Д. Черняховским и выдвинут на командную работу.
В августе 1943 года назначен командиром 322-й стрелковой дивизии, во главе которой участвовал в Курской битве, в Черниговско-Припятской, Киевской наступательной и Житомирско-Бердичевской операциях. Особенно отличился в первой из этих операций, где 322-я стрелковая дивизия успешно наступала в составе 13-й армии и последовательно форсировала реки Сейм, Десна, Днепр, Припять. За эти подвиги удостоен звания Героя Советского Союза. В составе 1-го Украинского фронта дивизия П. Н. Лащенко участвовала в освобождении городов Житомир и Тарнополь.
В первые дни Львовско-Сандомирской операции дивизия генерала Лащенко отличилась при создании и удержании так называемого «колтовского коридора» — глубокой бреши в обороне противника, через которую на оперативный простор были выведены одна за другой две советские танковые армии, что обеспечило разгром противостоящих войск врага.

Когда части 60-й армии прорвали оборону противника в глубину 18 километров и на 4-6 километров в ширину, образовался узкий коридор прорыва. Он и был использован для ввода 3-й гвардейской танковой армии. В создании этого коридора большая заслуга принадлежит отлично действовавшей 322-й стрелковой дивизии, которой командовал П. Н. Лащенко….
— Дважды Герой Советского Союза Маршал Советского Союза Конев И. С. Записки командующего фронтом. 3-е издание. — М.: Воениздат, 1982. — С. 241.
В этих боях 23 июля 1944 года генерал Лащенко был тяжело ранен и полгода находился в госпитале.

## Послевоенная служба
С января 1945 года командовал Орловским пехотным училищем. С мая 1946 по декабрь 1949 года — начальник Рязанского пехотного училища.
В 1951 году окончил Высшую военную академию имени К. Е. Ворошилова. С января 1952 года — начальник отдела оперативной подготовки — заместитель начальника оперативного управления штаба Группы советских войск в Германии. С сентября 1953 года — командир 9-й механизированной дивизии в ГСВГ. С июля 1954 года — командир 2-го гвардейского стрелкового корпуса в Прибалтийском военном округе.

Могила П. Н. Лащенко на Новодевичьем кладбище Москвы.

С сентября 1955 года генерал-лейтенант П. Н. Лащенко командовал Особым корпусом — группировкой советских войск на территории Венгрии. Особый корпус включал в себя 2 механизированные и 2 авиационные дивизии, отдельный понтонно-мостовой полк, ряд отдельных частей. По численности войск почти соответствовал общевойсковой армии, подчинялся Министру обороны СССР через Генеральный штаб. Во время Венгерского восстания 1956 года (именовавшегося в СССР «Венгерским мятежом»), части Особого корпуса дважды с боями вводились в Будапешт (в первый раз 23-24 октября и вторично 4-6 ноября 1956 года) и понесли в уличных боях значительный урон. Впрочем, они же разгромили наиболее крупные опорные пункты восставших и захватили большую часть их вооружения.
С июля 1957 года командовал 38-й армией. С мая 1959 года — первый заместитель командующего войсками Киевского военного округа, с сентября 1962 года — на такой же должности в Прикарпатском военном округе. С июля 1964 года — командующий войсками Прикарпатского военного округа. С августа 1967 года — Главный военный советник в Объединённой Арабской Республике, занимался воссозданием египетской армии после её разгрома в Шестидневной войне.
С декабря 1968 года — первый заместитель Главнокомандующего Сухопутными войсками СССР. На этом посту кроме служебной деятельности активно работал в области военного образования и военной педагогики, автор нескольких трудов. В частности, под его редакцией был издан учебник «Общая тактика» для офицеров сухопутных войск (1976). С мая 1976 года генерал армии Лащенко П. Н. — военный инспектор-советник Группы генеральных инспекторов Министерства обороны СССР.
Член ВКП(б) с 1931 года. Член Центральной ревизионной комиссии КПСС в 1966—1971 годах. Депутат Верховного Совета СССР 7-9-го созывов (1966—1979).
Жил в Москве. Похоронен на Новодевичьем кладбище.

## Награды
- Медаль «Золотая Звезда» Героя Советского Союза (звание Героя присвоено Указом Президиума Верховного Совета СССР от 16 октября 1943 года)
- четыре ордена Ленина (16.10.1943, 24.06.1955[6], 18.12.1956, 31.10.1967)
- Орден Октябрьской Революции (18.12.1980)
- три ордена Красного Знамени (16.12.1941, 30.08.1944, 03.11.1950[6])
- Орден Суворова II степени (24.09.1943)
- Орден Богдана Хмельницкого II степени (10.01.1944)
- два ордена Отечественной войны I степени (10.03.1943, 11.03.1985)
- Орден Трудового Красного Знамени (18.12.1970)
- Орден Красной Звезды (03.11.1944[6])
- ордена «За службу Родине в Вооружённых Силах СССР» II и III (30.04.1975) степеней
- Медали СССР
- Иностранные награды:
  - Орден «9 сентября 1944 года» 1-й степени (Болгария, 14.09.1974)
  - Командорский крест ордена Возрождения Польши (Польша)
  - Орден Шарнхорста (ГДР, 06.05.1985)
  - Орден Красного Знамени (Монголия, 06.07.1971)
  - Орден Объединённой Арабской Республики (ОАР)
  - Медаль «90 лет со дня рождения Георгия Димитрова» (Болгария, 1974)
  - Медаль «100 лет со дня рождения Георгия Димитрова» (Болгария, 1982)
  - Медаль «40 лет Победы над гитлеровским фашизмом»	(Болгария, 1985)
  - Медаль «30 лет Революционным Вооружённым Силам» (Куба, 1986)
  - Медаль «За укрепление дружбы по оружию» в золоте (ЧССР)
  - Медаль «30 лет Победы над милитаристской Японией» (Монголия, 1975)
  - Медаль «30 лет Халхин-Гольской Победы» (Монголия, 1969)
  - Медаль «50 лет Монгольской Народной Армии» (Монголия, 1971)
  - Медаль «50 лет Монгольской Народной Революции» (Монголия, 1971)
  - Медаль «60 лет Вооружённым силам МНР» (Монголия, 1981)

## Воинские звания
- Генерал-майор (03.06.1944);
- Генерал-лейтенант (08.08.1955);
- Генерал-полковник (09.05.1961);
- Генерал армии (19.02.1968).

## Сочинения
- Офицерская юность. — М.: Воениздат, 1965.
- Стиль работы командира. — М.: Воениздат, 1969.
- Из боя — в бой. — М.: Воениздат, 1972.
- Искусство военачальника. — М.: Воениздат, 1986.
- Единоначалие и воинская дисциплина. — М.: Воениздат, 1988.
- Коммунистическая убежденность советского военачальника. // Военно-исторический журнал. — 1985. — № 9. — С. 3-13.
- Умение достичь поставленной цели — важнейшее качество военачальника: (Из опыта работы командования и штаба 60-й армии) // Военно-исторический журнал. — 1986. — № 3. — С. 21-29.
- Совершенствование способов окружения и уничтожения крупных группировок по опыту Великой Отечественной войны. // Военно-исторический журнал. — 1985. — № 2. — С.21-31.
- Венгрия, 1956 год. // Военно-исторический журнал. — 1989. — № 9. — С. 42-50.
- Записки Главного военного советника. // Военно-исторический журнал. — 1991. — № 11. — С. 44-52.